# The Monster Ball Tour
De Monster Ball Tour was de tweede tournee van de Amerikaanse zangeres Lady Gaga ter promotie van haar album The Fame Monster. Lady Gaga beschreef de Monster Ball Tour als de allereerste 'electro-pop opera'.
Scenario – In een soort musicalsetting gaat Gaga met haar vrienden naar het Monster Ball, maar ze raken al snel verdwaald. Terwijl ze richting feest gaan, komen diverse hits voorbij, zoals Just Dance, LoveGame, Telephone en Alejandro. Uiteindelijk, nadat ze door The City, The Subway en The Forest zijn gekomen, gaan ze los bij het Monster Ball.
Van deze tournee zijn drie concerten in Nederland gegeven (15 mei, 29 en 30 november 2010) en vier in België (17 en 18 mei, 22 en 23 november 2010 in Antwerpen).

## Theaterversie
De Monster Ball Tour begon oorspronkelijk als theatertournee. Anders dan bij de arenaversie werd veel minder gebruikgemaakt van attributen en kledij. Ook was de setlist verschillend – het thema van de tournee tijdens de theaterversie van de Monster Ball Tour was "evolutie".

## Arenaversie
De arenaversie van de Monster Ball Tour ontstond nadat Gaga bankroet raakte door de kosten van de theatertournee. Live Nation geloofde dat Gaga uitverkochte arena's kon bespelen en geleidelijk begon het partnerschap met Live Nation. Live Nation betaalde onder andere het podium, dat tijdens de arenaversie ongeveer viermaal zo groot was als voorheen. Ook werden setlist en kledij aangepast. Tijdens de arenatournee ging het niet om evolutie – de verhaallijn gaat over een meisje (Gaga) dat de weg is kwijtgeraakt in New York. Samen met haar vrienden is ze op zoek naar de Monster Ball.
Het concert begint met een introfilm, begeleid door een remix van Dance in the Dark. Uiteindelijk verschijnt er een aftelklok van 10  naar 0 op het scherm en begint het concert. Lady Gaga's schaduw en het gele neonnummer 176 (huisnummer van haar oude appartement in Stanton Street in New York zijn te zijn tegen een paarse achtergrond. Gaga zingt Dance in the Dark en maakt groteske poses die een interessant schaduwspel opleveren. Vlak voor de brug gaat het gordijn gedeeltelijk open (linkerhelft) en ziet het publiek hoe Posh, Shampain en andere dansers/back-up zangers zich klaarmaken voor de Monster Ball. Deze scène was een op voorhand opgenomen gesprek. Nadat die personages in een groene, gepantserde Rolls Royce met nummerplaat 'Gaga' zijn gekropen, opent de rechterhelft van het gordijn en ziet het publiek Lady Gaga op het balkon/brandtrap van haar appartement. Drie dansers, gekleed in een beige pak met rok, stellen Marylin, Judy en Silvia voor. Zij verlaten tijdens de brug van het nummer een voor een het balkon via de trap. Lady Gaga zingt de rest van het nummer bovenaan de trap.
Ondertussen is de hele scène zichtbaar: twee grote torens links en rechts op het podium stellen New York voor. De torens zijn rijkelijk versierd met neon borden met opschriften zoals: 'Gold Teeth Mr. Bling Bling', 'Sexy Ugly', 'Good Food', 'Thank You', 'Hot Ass' enz. De torens doen tevens dienst als podium voor de bandleden en back-up zangeressen. In het midden staat de Rolls Royce te roken.
Tijdens een tweede, opgenomen dialoog is te zien hoe Posh de wagen probeert te herstellen. De anderen zijn erg ongerust en zeggen dat ze nooit op de Monster Ball zullen aankomen. Lady Gaga, die de hele tijd gehurkt achter de balustrade van de rechter toren zat zegt echter: "Yes you will. I'll take you there." (Toch wel, ik neem jullie met me mee). Onmiddellijk hierna staat Gaga recht en begint ze het nummer Glitter en Grease te zingen. Tijdens het nummer komt ze trap af (de stijlen van de leuning zijn grote, met 'bloed' gevulde injectiespuiten). De dansers dansen op en rond de auto. Bij het einde van het nummer staat Gaga centraal op het podium, bij de auto.
(update volgt, hulp is altijd welkom)

## Voorprogramma
- Semi Precious Weapons (alle data)
- Kid Cudi (27 november 2009 tot 24 december 2009)
- Jason Derülo (16 december 2009 tot 26 januari 2010)
- Alphabeat (alle data in het VK en Ierland)
- Far East Movement (alle data in Azië)
- Lady Starlight (6 juli 2010 tot 6 mei 2011)
- Scissor Sisters (19 februari 2011 tot 6 mei 2011)

## Setlist Theatertournee

### Eerste bedrijf –Birth
- Jumping Film (videointroductie)
- Dance in the Dark
- Just Dance
- Alejandro

### Tweede bedrijf –Desert
- Raven Film (videointermezzo)
- Monster
- So Happy I Could Die (behalve van 21 t/m 26 januari 2010)
- Teeth
- Speechless
- Virgin Call Gag (alleen op enkele data in december 2009 en januari 2010)
- Poker Face (akoestisch; New York Ode-versie alleen tijdens de New York-shows)
- Make Her Say (met Kid Cudi alleen van 27 november 2009 t/m 11 december 2009)

### Derde bedrijf –Egypt
- Tank Girl Film (videointermezzo)
- Fashion (alleen van 27 november 2009 t/m 11 december 2009)
- The Fame
- Money Honey
- Beautiful, Dirty, Rich (Dirty Freak Remix alleen van 27 november 2009 t/m 19 december 2009 - albumversie van 21 december 2009 t/m 26 januari 2010)

### Vierde bedrijf –City
- Antler Film (videointermezzo)
- Boys Boys Boys
- Paper Gangsta (behalve van 21 t/m 26 januari 2010)
- Poker Face
- Monster Film (videointermezzo) (behalve 27 november 2009)
- Paparazzi

### Vijfde bedrijf –Monster Ball
- Eh, Eh (Nothing Else I Can Say)
- Bad Romance
- Tattoo Film (Outro video)

## Setlist Arenatournee

### Eerste bedrijf –The City
- Jumping Film (videointroductie)
- Dance in the Dark
- Glitter and Grease
- Just Dance
- Beautiful, Dirty, Rich
- Vanity (alleen van 18 februari 2010 t/m 16 september 2010)
- The Fame
- Puke Film (videointermezzo)

### Tweede bedrijf –The Subway
- LoveGame
- Boys Boys Boys
- Money Honey
- Virgin Call Gag (alleen Noord-Amerikaanse data)
- Telephone
- Brown Eyes (alleen van 18 februari 2010 t/m 28 juni 2010)
- Stand By Me (alleen op 15, 18 & 28 mei 2010 en 28 juli 2010)
- Speechless (alleen van 18 februari 2010 t/m 17 december 2010 en op 21-22 februari 2011)
- Born This Way (Akoestisch, alleen van 3 maart 2011 t/m 6 mei 2011)
- Americano (Akoestisch, alleen op 3, 5 en 6 mei 2011)
- Yoü and I (alleen van 28 juni 2010 t/m 6 mei 2011)
- Living on the Radio (alleen op 30 augustus 2010)
- Twister Film (videointermezzo)
- So Happy I Could Die (alleen van 18 februari 2010 t/m 28 februari 2011)
- Antler Film (videointermezzo)

### Derde bedrijf –The Forest
- Monster
- Teeth
- Alejandro
- Manifesto of Little Monsters(videointermezzo) (alleen van 18 februari 2010 t/m 28 februari 2011)
- Poker Face
- Apocalyptic Film (videointermezzo)

### Vierde bedrijf –Monster Ball
- Paparazzi
- Bad Romance
- Born This Way (alleen van 19 februari 2011 t/m 6 mei 2011) (
- Fan Film (outro-video) (alleen van 18 februari 2010 t/m 19 april 2011)
- Judas (alleen van 19 t/m 27 april 2011[1] & 3, 5 en 6 mei 2011)

## Shows
| Datum             | Stad             | Land                | Plaats                            | Opening act                        | Opkomst         | Opbrengst     |
| Noord-Amerika     | Noord-Amerika    | Noord-Amerika       | Noord-Amerika                     | Noord-Amerika                      | Noord-Amerika   | Noord-Amerika |
| ----------------- | ---------------- | ------------------- | --------------------------------- | ---------------------------------- | --------------- | ------------- |
| 27 november 2009  | Montreal         | Canada              | Bell Centre                       | Kid Cudi Semi Precious Weapons     | 12,013 / 12,832 | $564,821      |
| 28 november 2009  | Toronto          | Canada              | Air Canada Centre                 | Kid Cudi Semi Precious Weapons     | 12,265 / 12,265 | $619,497      |
| 29 november 2009  | Ottawa           | Canada              | Scotiabank Place                  | Kid Cudi Semi Precious Weapons     | 7,645 / 7,645   | $375,875      |
| 1 december 2009   | Boston           | Verenigde Staten    | Wang Theatre                      | Kid Cudi Semi Precious Weapons     | 7,056 / 7,056   | $385,924      |
| 2 december 2009   | Boston           | Verenigde Staten    | Wang Theatre                      | Kid Cudi Semi Precious Weapons     | 7,056 / 7,056   | $385,924      |
| 3 december 2009   | Camden           | Verenigde Staten    | Susquehanna Bank Center           | Kid Cudi Semi Precious Weapons     | 7,143 / 7,143   | $291,295      |
| Europa            |                  |                     |                                   |                                    |                 |               |
| 5 december 2009   | Londen           | Verenigd Koninkrijk | The O2 Arena                      | —                                  |                 |               |
| Noord-Amerika     |                  |                     |                                   |                                    |                 |               |
| 9 december 2009   | Vancouver        | Canada              | Queen Elizabeth Theatre           | Kid Cudi Semi Precious Weapons     | 8,220 / 8,220   | $479,149      |
| 10 december 2009  | Vancouver        | Canada              | Queen Elizabeth Theatre           | Kid Cudi Semi Precious Weapons     | 8,220 / 8,220   | $479,149      |
| 11 december 2009  | Vancouver        | Canada              | Queen Elizabeth Theatre           | Kid Cudi Semi Precious Weapons     | 8,220 / 8,220   | $479,149      |
| 13 december 2009  | San Francisco    | Verenigde Staten    | Bill Graham Civic Auditorium      | Kid Cudi Semi Precious Weapons     | 17,000 / 17,000 | $840,960      |
| 14 december 2009  | San Francisco    | Verenigde Staten    | Bill Graham Civic Auditorium      | Kid Cudi Semi Precious Weapons     | 17,000 / 17,000 | $840,960      |
| 17 december 2009  | Las Vegas        | Verenigde Staten    | Pearl Concert Theater             | —                                  | —               | —             |
| 18 december 2009  | Las Vegas        | Verenigde Staten    | Pearl Concert Theater             | —                                  | —               | —             |
| 19 december 2009  | San Diego        | Verenigde Staten    | San Diego Sports Arena            | —                                  | —               | —             |
| 21 december 2009  | Los Angeles      | Verenigde Staten    | Nokia Theatre L.A. Live           | Kid Cudi Semi Precious Weapons     | 20,559 / 20,559 | $944,680      |
| 22 december 2009  | Los Angeles      | Verenigde Staten    | Nokia Theatre L.A. Live           | Kid Cudi Semi Precious Weapons     | 20,559 / 20,559 | $944,680      |
| 23 december 2009  | Los Angeles      | Verenigde Staten    | Nokia Theatre L.A. Live           | Kid Cudi Semi Precious Weapons     | 20,559 / 20,559 | $944,680      |
| 27 december 2009  | New Orleans      | Verenigde Staten    | Lakefront Arena                   | —                                  | —               | —             |
| 28 december 2009  | Atlanta          | Verenigde Staten    | Fox Theatre                       | Jason Derulo Semi Precious Weapons | 8,897 / 8,897   | $489,849      |
| 29 december 2009  | Atlanta          | Verenigde Staten    | Fox Theatre                       | Jason Derulo Semi Precious Weapons | 8,897 / 8,897   | $489,849      |
| 31 december 2009  | Miami            | Verenigde Staten    | Knight Center                     | Jason Derulo Semi Precious Weapons | 9,365 / 9,365   | $445,933      |
| 31 december 2009  | Miami Beach      | Verenigde Staten    | Fontainebleau Miami Beach         | —                                  | —               | —             |
| 2 januari 2010    | Miami            | Verenigde Staten    | Knight Center                     | Jason Derulo Semi Precious Weapons |                 |               |
| 3 januari 2010    | Orlando          | Verenigde Staten    | UCF Arena                         | Jason Derulo Semi Precious Weapons | 6,753 / 6,785   | $283,886      |
| 7 januari 2010    | Saint Louis      | Verenigde Staten    | Fox Theatre                       | Jason Derulo Semi Precious Weapons | —               | —             |
| 8 januari 2010    | Rosemont         | Verenigde Staten    | Rosemont Theatre                  | Jason Derulo Semi Precious Weapons | 12,712 / 13,032 | $610,177      |
| 9 januari 2010    | Rosemont         | Verenigde Staten    | Rosemont Theatre                  | Jason Derulo Semi Precious Weapons | 12,712 / 13,032 | $610,177      |
| 10 januari 2010   | Rosemont         | Verenigde Staten    | Rosemont Theatre                  | Jason Derulo Semi Precious Weapons | 12,712 / 13,032 | $610,177      |
| 12 januari 2010   | Detroit          | Verenigde Staten    | Joe Louis Arena                   | Jason Derulo Semi Precious Weapons | 16,084 / 16,648 | $750,090      |
| 13 januari 2010   | Detroit          | Verenigde Staten    | Joe Louis Arena                   | Jason Derulo Semi Precious Weapons | 16,084 / 16,648 | $750,090      |
| 20 januari 2010   | New York         | Verenigde Staten    | Radio City Music Hall             | Jason Derulo Semi Precious Weapons | 23,684 / 23,684 | $1,360,515    |
| 21 januari 2010   | New York         | Verenigde Staten    | Radio City Music Hall             | Jason Derulo Semi Precious Weapons | 23,684 / 23,684 | $1,360,515    |
| 23 januari 2010   | New York         | Verenigde Staten    | Radio City Music Hall             | Jason Derulo Semi Precious Weapons | 23,684 / 23,684 | $1,360,515    |
| 24 januari 2010   | New York         | Verenigde Staten    | Radio City Music Hall             | Jason Derulo Semi Precious Weapons | 23,684 / 23,684 | $1,360,515    |
| 26 januari 2010   | West Lafayette   | Verenigde Staten    | Elliott Hall of Music             | Jason Derulo Semi Precious Weapons | 5,765 / 5,765   | $198,893      |
| Europa            |                  |                     |                                   |                                    |                 |               |
| 18 februari 2010  | Manchester       | Verenigd Koninkrijk | Manchester Evening News Arena     | Alphabeat Semi Precious Weapons    | 16,764 / 16,909 | $759,233      |
| 20 februari 2010  | Dublin           | Ierland             | The O2 Arena Dublin               | Alphabeat Semi Precious Weapons    | 25,194 / 25,194 | $1,225,970    |
| 21 februari 2010  | Dublin           | Ierland             | The O2 Arena Dublin               | Alphabeat Semi Precious Weapons    | 25,194 / 25,194 | $1,225,970    |
| 22 februari 2010  | Belfast          | Verenigd Koninkrijk | Odyssey Arena                     | Alphabeat Semi Precious Weapons    | 10,038 / 10,038 | $426,986      |
| 24 februari 2010  | Liverpool        | Verenigd Koninkrijk | Echo Arena Liverpool              | Alphabeat Semi Precious Weapons    |                 |               |
| 26 februari 2010  | Londen           | Verenigd Koninkrijk | The O2 (Londen)                   | Alphabeat Semi Precious Weapons    | 33,636 / 33,636 | $1,564,080    |
| 27 februari 2010  | Londen           | Verenigd Koninkrijk | The O2 (Londen)                   | Alphabeat Semi Precious Weapons    | 33,636 / 33,636 | $1,564,080    |
| 1 maart 2010      | Glasgow          | Verenigd Koninkrijk | SECC                              | Alphabeat Semi Precious Weapons    | —               | —             |
| 3 maart 2010      | Cardiff          | Verenigd Koninkrijk | Motorpoint Arena Cardiff          | Alphabeat Semi Precious Weapons    | —               | —             |
| 4 maart 2010      | Newcastle        | Verenigd Koninkrijk | Metro Radio Arena                 | Alphabeat Semi Precious Weapons    | —               | —             |
| 5 maart 2010      | Birmingham       | Verenigd Koninkrijk | LG Arena                          | Alphabeat Semi Precious Weapons    | —               | —             |
| Oceanië           |                  |                     |                                   |                                    |                 |               |
| 13 maart 2010     | Auckland         | Nieuw - Zeeland     | Vector Arena                      | Semi Precious Weapons              | 23,084 / 23,936 | $1,056,840    |
| 14 maart 2010     | Auckland         | Nieuw - Zeeland     | Vector Arena                      | Semi Precious Weapons              | 23,084 / 23,936 | $1,056,840    |
| 17 maart 2010     | Sydney           | Australië           | Sydney Entertainment Centre       | Semi Precious Weapons              | 35,460 / 35,460 | $2,533,140    |
| 18 maart 2010     | Sydney           | Australië           | Sydney Entertainment Centre       | Semi Precious Weapons              | 35,460 / 35,460 | $2,533,140    |
| 20 maart 2010     | Newcastle        | Australië           | Newcastle Entertainment Centre    | Alphabeat Semi Precious Weapons    | 7,182 / 7,225   | $527,770      |
| 23 maart 2010     | Melbourne        | Australië           | Rod Laver Arena                   | Semi Precious Weapons              | 39,299 / 39,299 | $2,679,010    |
| 24 maart 2010     | Melbourne        | Australië           | Rod Laver Arena                   | Semi Precious Weapons              | 39,299 / 39,299 | $2,679,010    |
| 26 maart 2010     | Brisbane         | Australië           | Brisbane Entertainment Centre     | Semi Precious Weapons              | 25,222 / 25,476 | $2,065,210    |
| 27 maart 2010     | Brisbane         | Australië           | Brisbane Entertainment Centre     | Semi Precious Weapons              | 25,222 / 25,476 | $2,065,210    |
| 29 maart 2010     | Canberra         | Australië           | AIS Arena                         | Semi Precious Weapons              | 4,990 / 5,058   | $328,569      |
| 1 april 2010      | Perth            | Australië           | Burswood Dome                     | Semi Precious Weapons              | 18,383 / 22,891 | $1,746,560    |
| 3 april 2010      | Adelaide         | Australië           | Adelaide Entertainment Centre     | Semi Precious Weapons              | 9,186 / 9,791   | $629,515      |
| 5 april 2010      | Wollongong       | Australië           | WIN Entertainment Centre          | Semi Precious Weapons              | 5,183 / 5,746   | $349,420      |
| 7 april 2010      | Sydney           | Australië           | Sydney Entertainment Centre       | Semi Precious Weapons              |                 |               |
| 9 april 2010      | Melbourne        | Australië           | Rod Laver Arena                   | Semi Precious Weapons              |                 |               |
| Azië              |                  |                     |                                   |                                    |                 |               |
| 14 april 2010     | Kobe             | Japan               | Kobe World Kinen Hall             | Far East Movement                  | —               | —             |
| 15 april 2010     | Kobe             | Japan               | Kobe World Kinen Hall             | Far East Movement                  | —               | —             |
| 17 april 2010     | Yokohama         | Japan               | Yokohama Arena                    | Far East Movement                  | —               | —             |
| 18 april 2010     | Yokohama         | Japan               | Yokohama Arena                    | Far East Movement                  | —               | —             |
| Europa            |                  |                     |                                   |                                    |                 |               |
| 7 mei 2010        | Stockholm        | Zweden              | Ericsson Globe                    | Semi Precious Weapons              | —               | —             |
| 8 mei 2010        | Stockholm        | Zweden              | Ericsson Globe                    | Semi Precious Weapons              | —               | —             |
| 10 mei 2010       | Hamburg          | Duitsland           | O2 World Hamburg                  | Semi Precious Weapons              | 7,010 / 10,500  | $600,688      |
| 11 mei 2010       | Berlijn          | Duitsland           | O2 World Berlin                   | Semi Precious Weapons              | —               | —             |
| 15 mei 2010       | Arnhem           | Nederland           | GelreDome XS                      | Semi Precious Weapons              | —               | —             |
| 17 mei 2010       | Antwerpen        | België              | Sportpaleis                       | Semi Precious Weapons              | 31,818 / 31,818 | $2,483,340    |
| 18 mei 2010       | Antwerpen        | België              | Sportpaleis                       | Semi Precious Weapons              | 31,818 / 31,818 | $2,483,340    |
| 21 mei 2010       | Parijs           | Frankrijk           | Palais Omnisports de Paris-Bercy  | Semi Precious Weapons              | 31,474 / 31,552 | $2,763,340    |
| 22 mei 2010       | Parijs           | Frankrijk           | Palais Omnisports de Paris-Bercy  | Semi Precious Weapons              | 31,474 / 31,552 | $2,763,340    |
| 24 mei 2010       | Oberhausen       | Duitsland           | König Pilsener Arena              | Semi Precious Weapons              | —               | —             |
| 25 mei 2010       | Strasbourg       | Frankrijk           | Zénith Strasbourg                 | Semi Precious Weapons              | —               | —             |
| 27 mei 2010       | Nottingham       | Verenigd Koninkrijk | Motorpoint Arena Nottingham       | Semi Precious Weapons              | —               | —             |
| 28 mei 2010       | Birmingham       | Verenigd Koninkrijk | LG Arena                          | Semi Precious Weapons              | —               | —             |
| 30 mei 2010       | Londen           | Verenigd Koninkrijk | The O2 Arena                      | Semi Precious Weapons              | 34,159 / 34,176 | $3,057,250    |
| 31 mei 2010       | Londen           | Verenigd Koninkrijk | The O2 Arena                      | Semi Precious Weapons              | 34,159 / 34,176 | $3,057,250    |
| 2 juni 2010       | Manchester       | Verenigd Koninkrijk | Manchester Evening News Arena     | Semi Precious Weapons              | 23,563 / 23,563 | $2,247,800    |
| 3 juni 2010       | Manchester       | Verenigd Koninkrijk | Manchester Evening News Arena     | Semi Precious Weapons              | 23,563 / 23,563 | $2,247,800    |
| 4 juni 2010       | Sheffield        | Verenigd Koninkrijk | Motorpoint Arena Sheffield        | Semi Precious Weapons              | —               | —             |
| Noord-America     |                  |                     |                                   |                                    |                 |               |
| 28 juni 2010      | Montreal         | Canada              | Bell Centre                       | Semi Precious Weapons              | 16,036 / 16,036 | $1,686,050    |
| 1 juli 2010       | Boston           | Verenigde Staten    | TD Garden                         | Semi Precious Weapons              | —               | —             |
| 2 juli 2010       | Boston           | Verenigde Staten    | TD Garden                         | Semi Precious Weapons              | —               | —             |
| 4 juli 2010       | Atlantic City    | Verenigde Staten    | Boardwalk Hall                    | Semi Precious Weapons              | 13,335 / 13,335 | $1,824,963    |
| 6 juli 2010       | New York         | Verenigde Staten    | Madison Square Garden             | Semi Precious Weapons              | 45,461 / 45,461 | $5,083,454    |
| 7 juli 2010       | New York         | Verenigde Staten    | Madison Square Garden             | Semi Precious Weapons              | 45,461 / 45,461 | $5,083,454    |
| 9 juli 2010       | New York         | Verenigde Staten    | Madison Square Garden             | Semi Precious Weapons              | 45,461 / 45,461 | $5,083,454    |
| 11 juli 2010      | Toronto          | Canada              | Air Canada Centre                 | Semi Precious Weapons              | —               | —             |
| 12 juli 2010      | Toronto          | Canada              | Air Canada Centre                 | Semi Precious Weapons              | —               | —             |
| 14 juli 2010      | Cleveland        | Verenigde Staten    | Quicken Loans Arena               | Semi Precious Weapons              | 16,044 / 16,044 | $1,719,165    |
| 15 juli 2010      | Indianapolis     | Verenigde Staten    | Conseco Fieldhouse                | Semi Precious Weapons              | —               | —             |
| 17 juli 2010      | St. Louis        | Verenigde Staten    | Scottrade Center                  | Semi Precious Weapons              | —               | —             |
| 20 juli 2010      | Oklahoma City    | Verenigde Staten    | Chesapeake Energy Arena           | Semi Precious Weapons              | —               | —             |
| 22 juli 2010      | Dallas           | Verenigde Staten    | American Airlines Center          | Semi Precious Weapons              | 25,955 / 28,073 | $2,965,424    |
| 23 juli 2010      | Dallas           | Verenigde Staten    | American Airlines Center          | Semi Precious Weapons              | 25,955 / 28,073 | $2,965,424    |
| 25 juli 2010      | Houston          | Verenigde Staten    | Toyota Center                     | Semi Precious Weapons              | —               | —             |
| 26 juli 2010      | Houston          | Verenigde Staten    | Toyota Center                     | Semi Precious Weapons              | —               | —             |
| 28 juli 2010      | Denver           | Verenigde Staten    | Pepsi Center                      | Semi Precious Weapons              | —               | —             |
| 31 juli 2010      | Phoenix          | Verenigde Staten    | US Airways Center                 | Semi Precious Weapons              | —               | —             |
| 3 augustus 2010   | Kansas City      | Verenigde Staten    | Sprint Center                     | Semi Precious Weapons              | —               | —             |
| 6 augustus 2010   | Chicago          | Verenigde Staten    | Grant Park                        | —                                  | —               | —             |
| 11 augustus 2010  | Los Angeles      | Verenigde Staten    | Staples Center                    | Semi Precious Weapons              | 29,211 / 29,593 | $3,532,782    |
| 12 augustus 2010  | Los Angeles      | Verenigde Staten    | Staples Center                    | Semi Precious Weapons              | 29,211 / 29,593 | $3,532,782    |
| 13 augustus 2010  | Las Vegas        | Verenigde Staten    | MGM Grand Garden Arena            | Semi Precious Weapons              | —               | —             |
| 16 augustus 2010  | San Jose         | Verenigde Staten    | HP Pavilion                       | Semi Precious Weapons              | —               | —             |
| 17 augustus 2010  | San Jose         | Verenigde Staten    | HP Pavilion                       | Semi Precious Weapons              | —               | —             |
| 19 augustus 2010  | Portland         | Verenigde Staten    | Rose Garden                       | Semi Precious Weapons              | 13,149 / 13,149 | $1,386,255    |
| 21 augustus 2010  | Tacoma           | Verenigde Staten    | Tacoma Dome                       | Semi Precious Weapons              | —               | —             |
| 23 augustus 2010  | Vancouver        | Canada              | Rogers Arena                      | Semi Precious Weapons              | —               | —             |
| 24 augustus 2010  | Vancouver        | Canada              | Rogers Arena                      | Semi Precious Weapons              | —               | —             |
| 26 augustus 2010  | Edmonton         | Canada              | Rexall Place                      | Semi Precious Weapons              | 28,282 / 28,282 | $2,794,870    |
| 27 augustus 2010  | Edmonton         | Canada              | Rexall Place                      | Semi Precious Weapons              | 28,282 / 28,282 | $2,794,870    |
| 30 augustus 2010  | Saint Paul       | Verenigde Staten    | Xcel Energy Center                | Semi Precious Weapons              | —               | —             |
| 31 augustus 2010  | Saint Paul       | Verenigde Staten    | Xcel Energy Center                | Semi Precious Weapons              | —               | —             |
| 2 september 2010  | Milwaukee        | Verenigde Staten    | Bradley Center                    | Semi Precious Weapons              | —               | —             |
| 4 september 2010  | Auburn Hills     | Verenigde Staten    | The Palace of Auburn Hills        | Semi Precious Weapons              | —               | —             |
| 5 september 2010  | Pittsburgh       | Verenigde Staten    | Consol Energy Center              | Semi Precious Weapons              | —               | —             |
| 7 september 2010  | Washington, D.C. | Verenigde Staten    | Verizon Center                    | Semi Precious Weapons              | 14,528 / 14,528 | $1,646,434    |
| 8 september 2010  | Charlottesville  | Verenigde Staten    | John Paul Jones Arena             | Semi Precious Weapons              | —               | —             |
| 14 september 2010 | Philadelphia     | Verenigde Staten    | Wells Fargo Center                | Semi Precious Weapons              | 30,487 / 30,487 | $3,299,707    |
| 15 september 2010 | Philadelphia     | Verenigde Staten    | Wells Fargo Center                | Semi Precious Weapons              | 30,487 / 30,487 | $3,299,707    |
| 16 september 2010 | Hartford         | Verenigde Staten    | XL Center                         | Semi Precious Weapons              |                 |               |
| 18 september 2010 | Charlotte        | Verenigde Staten    | Time Warner Cable Arena           | Semi Precious Weapons              |                 |               |
| 19 september 2010 | Raleigh          | Verenigde Staten    | RBC Center                        | Semi Precious Weapons              |                 |               |
| Europa            |                  |                     |                                   |                                    |                 |               |
| 13 oktober 2010   | Helsinki         | Finland             | Hartwall Arena                    |                                    |                 |               |
| 14 oktober 2010   | Helsinki         | Finland             | Hartwall Arena                    |                                    |                 |               |
| 16 oktober 2010   | Oslo             | Noorwegen           | Oslo Spektrum                     |                                    |                 |               |
| 17 oktober 2010   | Oslo             | Noorwegen           | Oslo Spektrum                     |                                    |                 |               |
| 20 oktober 2010   | Herning          | Denemarken          | Jyske Bank Boxen                  |                                    |                 |               |
| 26 oktober 2010   | Dublin           | Ierland             | 3Arena                            | 37,676 / 37,676                    | $3,943,342      |               |
| 27 oktober 2010   | Dublin           | Ierland             | 3Arena                            | 37,676 / 37,676                    | $3,943,342      |               |
| 29 oktober 2010   | Dublin           | Ierland             | 3Arena                            | 37,676 / 37,676                    | $3,943,342      |               |
| 30 oktober 2010   | Belfast          | Verenigd Koninkrijk | Odyssey Complex                   | —                                  | —               |               |
| 1 november 2010   | Belfast          | Verenigd Koninkrijk | Odyssey Complex                   | —                                  | —               |               |
| 2 november 2010   | Belfast          | Verenigd Koninkrijk | Odyssey Complex                   | —                                  | —               |               |
| 5 november 2010   | Zagreb           | Kroatië             | Arena Zagreb                      | —                                  | —               |               |
| 7 november 2010   | Boedapest        | Hongarije           | László Papp Budapest Sports Arena | —                                  | —               |               |
| 9 november 2010   | Turijn           | Italië              | Palasport Olimpico                | —                                  | —               |               |
| 11 november 2010  | Wenen            | Oostenrijk          | Wiener Stadthalle                 | —                                  | —               |               |
| 14 november 2010  | Zürich           | Zwitserland         | Hallenstadion                     | —                                  | —               |               |
| 15 november 2010  | Zürich           | Zwitserland         | Hallenstadion                     | —                                  | —               |               |
| 17 november 2010  | Praag            | Tsjechië            | O2 Arena                          | —                                  | —               |               |
| 19 november 2010  | Malmö            | Zweden              | Malmö Arena                       | —                                  | —               |               |
| 22 november 2010  | Antwerpen        | België              | Sportpaleis                       | 31,941 / 31,941                    | $2,772,040      |               |
| 23 november 2010  | Antwerpen        | België              | Sportpaleis                       | 31,941 / 31,941                    | $2,772,040      |               |
| 26 november 2010  | Gdańsk           | Polen               | Ergo Arena                        | —                                  | —               |               |
| 29 november 2010  | Rotterdam        | Nederland           | Ahoy                              | —                                  | —               |               |
| 30 november 2010  | Rotterdam        | Nederland           | Ahoy                              | —                                  | —               |               |
| 2 december 2010   | Lyon             | Frankrijk           | Halle Tony Garnier                | —                                  | —               |               |
| 4 december 2010   | Milaan           | Italië              | Mediolanum Forum                  | —                                  | —               |               |

## Trivia
- Het Monster Ball-concert van 21 en 22 februari 2011 in Madison Square Garden (New York) is opgenomen door de Amerikaanse tv-zender HBO. Het twee uur durende spektakel werd in Amerika uitgezonden op 7 mei 2011 en won in september de Emmy Award voor Outstanding Picture Editing for a Special (editors: Mike Polito, Bill DeRonde, Kevin O’Dea and Katie Hetland). Ook BNN heeft het evenement uitgezonden, op 21 mei 2011.
- De Monster Ball-tournee duurde anderhalf jaar en heeft daarmee meer dan 2,5 miljoen bezoekers getrokken. Gaga heeft meer dan 200 Monster Ball-concerten gedaan.
- De Monster Ball-concerten zijn door vele beroemdheden bezocht, onder andere Beyoncé, Britney Spears, Madonna, Liza Minnelli, Paul McCartney, Gwen Stefani, Barbara Walters en Gayle King.
- Op 3 februari 2012 won The Monster Ball de prijs voor 'Tour of the Year' op de Pollstar Awards.